# 山野草
山野草（さんやそう）または山草（さんそう）・野草（やそう）とは、国内外の平地から高山に至る野外に自生する観賞価値のある草本、低木及び小低木の一部を含む幅広い意味を持つ言葉であるが、日本国内における近代的な山野草栽培の歴史は100年程度と浅く明確な定義はなされていない。
一般的には野生植物のみを指すと思わがちであるが、近年では国内外で品種改良されたものが「山野草」と称して流通している事例も多く、取扱業者が便宜的につけた不適当な名称で取り引きされている場合もある。

## 概要
山野草とは全体として小柄で花が派手ではないが美しく、園芸植物や観葉植物などの商品化した植物とは似ていないものを指すことが多い。園芸植物は長年にわたって栽培され、品種改良によってより人の目を楽しませるようにされた植物であり、特に西洋ではしばしば改良が行われた。それに対して日本における山野草嗜好は虚飾を好まず、自然な姿を鑑賞するために栽培された伝統を意味する。ただし古来より優秀な技術を有する専門業者等により育種が試みられ、観賞価値の高い山野草が園芸品種化されたものも普及しており、ラン科のエビネ属、キンポウゲ科のオオミスミソウ、万年青（オモト）、日本桜草（サクラソウ）、日本春蘭（シュンラン）、長生蘭（セッコク）、富貴蘭（フウラン）などは古典園芸植物をとしてよく知られている。ただし山野草という名で栽培されているものは在来の野生植物だけでなく、外来の植物であっても山野草として栽培されているものもある。

## 歴史・ブーム
趣味として野生の植物を取り込んで栽培することが古くからあった。イナモリソウの名の由来からも推察できるように多くの栽培植物が確立していた江戸期においても山の小さな花を取り込もうとする努力はあった。たとえば栽培植物として野草や山草を扱った書籍も、たとえば大正7年に『採集栽培 趣味の野草』が、昭和7年に『山草と高山植物』が出版されたという記録がある。初期のころは、呼称として山草（さんそう）が使われることが多かったが、その後より一般的に山野草という呼称が遣われ始め、2000年代現在ではほぼ山野草という言葉が定着している。1970年代頃からの高山植物や野生植物を観賞の対象として栽培することが話題に上るようにり、その後エビネブーム・野生ランブームなどいくつかの波があり、ひとつのジャンルとして定着した。

## ブームの弊害
日本では山野草園芸は歴史が浅く、自然保護への意識も低い傾向がある。欧米ではイギリスのように王立園芸協会（RHS）やアルパインガーデン協会（AGS）などの国際的に活動する団体が山野草園芸を牽引しているが、日本では東京山草会などの一部の団体が国際的な取組みを始めたばかりである。欧米では自然保護に対する国民の意識が高く山野草栽培は種子を播いて育てることが主要な手段であり、自生地から株をいわゆる盗掘がなされることは少ないが、日本ではそうした意識が低くく、フィールドからいわゆる「山取り」となどと呼ばれる盗掘品を栽培することがしばしば横行している。園芸流通の面においても小売り業者でも自然保護に対する認識が低く、低地での栽培がほとんど不可能な高山植物を量販店の店頭で大量に販売するなどの事態が生じており、このような面における法的規制も必要である。
販売されている山野草の一部には、いまだに栽培品と盗掘品とが混在している場合がある。多くの場合、業者が既存株からの実生・株分け・挿し木・無菌培養などにより増殖しているが、そうした手法による栽培が困難な種類ではフィールド周辺の住人が盗掘したものを買い上げている場合もあり、野生株の乱獲を引き起こしている。
山野草ブーム以降、山野草を求めてフィールドに入る人は急増し、自然観察会で植物を紹介した場合、その日は取らなくても日を改めて盗掘る事例が増えたため紹介することがはばかられている。また、「花泥棒には罪がない」という言葉があるように、一般の人にとってはほとんど罪悪感がないため、広範囲の種が危機にさらされてきた。近年ではこうした盗掘に対する警戒のため植物の分布調査等の報告において、希少種については具体的な自生地の公開を避ける例がほとんどである。
また、フィールド近辺において、野生植物を売買する店舗が急激に増加している。こうした店舗で山野草を購入した場合、栽培する者は自分の欲する山野草をフィールドに行かなくても手に入れることができ、しかもその仕入れ先がどのようなものかを配慮する必要はないため盗掘への罪悪感がない。こうした状況の中で山野草ブームは過熱し、上記のエビネブーム・野生ランブーム時には絶滅寸前に追い込まれている植物の野生ランは数多く、ミヤマウズラやカキラン、トンボソウといった普通種の野生ランすら一時はほとんど見られなくなり、また人工栽培が現状でほぼ不可能な腐生ランすら乱獲の被害を受けたほどであった。シュンランもかつては都市の近郊の山野でよく見られたが激減しており、この事態は花変わりを求めた愛好家が花のないときに大量に採取し、花が開花したら観賞価値のあるもののみを残し、そうでないものは廃棄または安価で販売するといった悪質な振る舞いが横行したことも一因となっている。
多くの山野草は盗掘してきた成株を栽培するよりも、種を採取し育成した株の方が環境に順化しやすく栽培が容易である。しかし、多年生草本や木本の場合、実生株はことに成株にまで成長するのに何年もかかること、ランの一部には種子を発芽させて幼若植物を得るためには無菌培養など高度な技術を要することなどから、悪質な業者や収集家が成株を盗掘している事実がある。こうしたことから産地の多くの場所では山野草の盗掘が制限されている。しかし盗掘は跡を絶たず流通品のなかにどれだけ盗掘品が混ざっているかは定かではない。自然保護の観点から山野草を種子から栽培する、さらに種子から栽培しにくいものはなるべく育てない、展示しないなどという事例を示し、盗掘防止の意識を高める活動もなされている。趣味の会などにおいてでも、一部では展示会に出展する植物を実生等に由来するものに限ったり、国内外との種子交換を実施したりする動きがあったり、また国や地方自治体と連携しつつ自然保護活動を展開するという事例もある。また行政には盗掘が行われないよう実効性のある規制も求められている。

## 栽培
山野に生育するものであり、森林性のもの、高山性のものなど、性質は大いに異なるので、まとめて論じることはできない。しかし、花壇に向くものは少なく、普通は庭で育てるものではない。一般の園芸植物に比較し水や光、気温などの条件で栽培しづらい種も多い。具体的には高山植物など、特殊な性質のものは、丁寧な手入れが不可欠なので、小型の鉢で、周囲の環境を整えながら育てる。場合によっては夏に冷蔵庫で保管する、といったことが必要とされる。また、エビネはを木陰に植え日本庭園で野性味を加味したり、ロックガーデンに栽培する場合などもある。また、野外の自然を好みの姿で切り取った感じで、数種を寄せ植えにするのもよく行われる。